# Parafia św. Marcina w Bukowcu
Parafia św. Marcina w Bukowcu – parafia rzymskokatolicka, znajdująca się w archidiecezji poznańskiej, w dekanacie grodziskim.